# Divisão Auxiliar a Espanha
Divisão Auxiliar a Espanha (1835–1837) foi a designação dada ao corpo expedicionário do Exército Português que participou nas operações militares que se desenrolaram no noroeste da Península Ibérica durante a Primeira Guerra Carlista. A intervenção portuguesa, feita no âmbito da Quádrupla Aliança, visou apoiar a rainha Isabel II de Espanha contra o pretendente carlista, o movimento tradicionalista e legitimista de caráter antiliberal que pretendia restaurar o absolutismo em Espanha.

## Historial
Como reacção ao desencadear da guerra civil em Espanha com o levantamento dos partidários dos partidários do infante Carlos María Isidro de Borbón contra o governo de Isabel II, através da Ordem do Exército de 17 de Novembro de 1834 foi mandado reforçar o dispositivo militar de protecção à fronteira de Trás-os-Montes. Com esse objectivo foi criada uma força militar que inicialmente recebeu a designação de Exército de Observação, concentrando-se nas fortalezas de Bragança e Almeida, onde permaneceu acantonada até inícios de 1835.
Com o agudizar da Primeira Guerra Carlista e o crescer das pressões para que Portugal desse execução aos compromissos que havia assumido no contexto da Quádrupla Aliança, 18 de outubro de 1835 as forças portuguesas entraram em território espanhol em socorro das forças liberais do governo da regente Maria Cristina de Bourbon. A força era composta por 6 000 efectivos, comandada pelo general Francisco Xavier da Silva Pereira, o 1.º visconde das Antas, e teve participação relevante nas operações bélicas, em especial na batalha de Zambrana, travada nos arredores de Armiñón.
A missão foi dada por terminada com o regresso das forças a Portugal em Setembro de 1837.

## Organização

### De novembro de 1835 a fevereiro de 1836
- 1ª Brigada (Coronel José de Sousa Pimentel e Faria)
  - Bataria de Artilharia Montada (Capitão José Maria Pereira Velho Barreto)
  - Destacamento do Batalhão de Sapadores
  - 1º Batalhão do Regimento de Caçadores n.º 3 (Coronel Manuel Eleutério Malheiro)
  - 1º Batalhão do Regimento de Infantaria n.º 3 (Tenente-coronel Filipe de Marceley Pereira)

- 2ª Brigada (Coronel Manuel José Mendes)
  - Bataria de Artilharia a Cavalo (Capitão Germano da Cruz Alzina)
  - Dois esquadrões do Regimento de Lanceiros n.º 2 (Capitão D. Carlos de Mascarenhas)
  - Destacamento do Batalhão de Sapadores
  - 1º Batalhão do Regimento de Infantaria n.º 1 (Tenente-coronel António Pimentel Maldonado)
  - 1º Batalhão do Regimento de Infantaria n.º 10 (Coronel Manuel José Mendes)

- 3ª Brigada (Barão das Antas)
  - Dois esquadrões do Regimento de Cavalaria n.º 3 (Coronel José Osório do Amaral Sarmento)
  - Destacamento do Batalhão de Sapadores;
  - 1º Batalhão do Regimento de Caçadores n.º 4 (Tenente-Coronel José Joaquim Gomes Fontoura)
  - 1º Batalhão do Regimento de Infantaria n.º 9 (Major Luís Guedes de Morais)
  - 1º Batalhão do Regimento de Infantaria n.º 6 (Tenente-Coronel José Teixeira Mesquita)

### De fevereiro de 1836 a setembro de 1837
- 1ª Coluna (Barão das Antas)
  - Esquadrões do Regimento de Cavalaria n.º 3
  - Batalhões dos regimentos de Caçadores nº 4 e de Infantaria n.ºs 2, 6 e 10

- 2ª Coluna (Coronel José de Sousa Pimentel e Faria)
  - Esquadrões do Regimento de Lanceiros n.º 2
  - Batalhões dos regimentos de Caçadores nº 3 e de Infantaria n.ºs 1 e 9